# Франсішку де Ласерда
Франсі́шку Жозé де Ласерда-е-Альмейда (порт. Francisco José de Lacerda e Almeida, 1753 —18 жовтня 1798) — португальський мандрівник, дослідник Африки, один з керівників португальської колоніальної адміністрації на півдні континенту.

## Життєпис
Походив з родини ідальго Ласерда. Син португальського капітана Жозе Антоніо де Ласерда, який прибув до Бразилії з Португалії, відкривши в Сан-Паулу аптеку. Його мати Франсиска де Алмейда Паїс походила з заможно португало-бразильської родини. Народився у 1753 році в місті Сан-Паулу. 1770 року вступив до університету Коїбри, спочатку на філософський факультет, а 1771 році також й на математичний. 1777 року отримав докторський ступінь з математики і астрономії.
У 1780 році увійшов до складу комісія, яка повинна була визначити кордони між португальським віцекоролівством Бразилією і іспанським віцекоролівством Ріо-де-ла-Плата в районі сучасних Мату-Гросу і Болівії (відповідно до договору в Сан-Ільдефонсо). Ласерду при цьому призначено капітаном областей Пара, Ріо-Негро, Мату-Гросу, Куяба. Роботи було завершено у 1790 році.
У 1791 році повернувся до Португалії, де став професором Королівської академії військово-морської гвардії. 1797 року призначено губернатором замбезі в Мозамбіку. Того ж року прибув на місце призначення. Відразу взявся до справи: дослідив найбільшу річку Західної Африки — Кунене, що протікає між Конго і Помаранчевої, виявивши її судноплавність в середній течії до порогів. Тоді ж він переконався, що її верхів'я зближуються з верхів'ями іншої великої річки — Кубанго, що тече на південний схід. Ласерда вирішив, що Кубанго пов'язана з Замбезі. Це невірне припущення було спростовано Давидом Лівінгстоном.
Ф. Ласерда був стривожений британської експансією в Південній Африці: він вважав, що вона загрожує роз'єднаним португальським приморським колоніям. Щоб уберегтися від цього він планував пов'язати Анголу і Мозамбік суцільною смугою португальських володінь в басейні верхньої і середньої Замбезі, тоді майже невідомого європейцям. Уряд Португалії схвалив цей план, надавши кошти на організацію великої експедиції в «країну Казембе». Спочатку пробну експедицію здійснив торговець Мануель Пірейра, які розвідав шлях.
3 липня 1798 року де Ласерда вийшов з Тете (узбережжя Мозамбіку) на північний захід, пройшов біля озера Ньяса і болота Бангвеулу, переправився через річку Чамбезі. У жовтні того ж року досяг східної частини держави Лунда. Помер під час експедиції. Експедиція Ласерда, що пройшла близько 1400 км вглиб континенту, була першою великою мандрівкою європейців в центральні райони Африки на південь від екватора. Решта членів експедиції в липні рушили в зворотний шлях і в листопаді повернулися в Тете. Зібраний цінний географічний матеріал було засекречено.

## Творчість
Щоденники Ласерда, що мають велику географічну та історико-етнографічну цінність, були опубліковані португальською мовою невеликими тиражами в 1830 і 1844 роках, англійською мовою — в 1873 році.